# Шумадийски планини
Шумадийските планини са група ниско и средновисоки възвишения между реките Дунав и Сава от север; Западна Морава и Детиня от юг; Велика Морава от изток; Колубара, Лиг и Детиня от запад.
Тази група планини включва от север на югоизток следните открояващи се по-високи възвишения:
1. Авала (511 m);
2. Космай (626 m);
3. Букуля (696 m);
4. Венчец (658 m);
5. Рудник (планина) – орохидрографски възел на Шумадия от орографска гледна точка с най-високия връх в областта (1132 m);
6. Вуян (856 m);
7. Котленик (748 m) и
8. Гледачки планини (922 m). [1]

През средновековието по билата и високите шумадийски възвишения е изградена северозападната полоса на т.нар. моравска укрепителна система – за защита на средновековната Белградска област откъм съседните сръбски земи.